# Szent Miklós-temetőkápolna (Kehida)
Szent Miklós kápolnája Kehida temetőjében áll. Helyrajzi száma: 045/2, műemlékvédelmi törzsszáma 6511.

## Története
A középkori Kiskallos (más néven: Karacsfölde) falu templomát Orosz fia, Karacs építtette a 13. század közepén. 1341-ben(?) Komáromi Miklós földbirtokos védőszentjének, szent Miklósnak szenteltette. Kiskallos a 15. században a Kanizsaiak tulajdonába került, és ekkor beolvasztották a szomszédos Kehida faluba. A templom a 17. században megrongálódott, ezért 1719-ben kijavították, és azóta temetőkápolnának használják.
Hajója alatt van a Deák család a 19. században épített kriptája Deák Ferenc felmenőinek sírjaival. 1945 után a kriptát feltörték, a barokk berendezést szétverték, a sírokat feldúlták.
1975-ben és 2000–2001-ben is helyreállították.

## Az épület
A keletelt, egyhajós épület szabadon áll. Szentélye félkörívben záródik. A hajót nyeregtető, a szentélyt kontyolt nyeregtető fedi. Homlokzata oromzatos. A hajó déli oldalán két, a szentélyen három félköríves résablaka maradt meg, a hajó déli oldalán félköríves kapu nyílik. Déli falán farkasfog díszítésű párkány fut végig. Tornya nincs.
A hajó nyitott fedélszékes, a szentély boltozata negyedgömb.
Berendezés: az oltárretabló 18. századi.